# Dichagyris maraschi
Dichagyris maraschi là một loài bướm đêm trong họ Noctuidae.